# Antonio Mannato
Antonio Mannato (Varese, 6 giugno 1981) è un ex rugbista a 15 italiano, in carriera terza linea e tre quarti centro di Rugby Roma, GRAN Parma, Parma e Reggio Emilia, della quale fu anche capitano, e 3 volte internazionale azzurro.

## Biografia
Nativo di Varese, si formò tuttavia rugbisticamente fuori dalla Lombardia, tra l'Emilia e la Campania, giungendo con il Sannio Under-21, del quale era capitano, fino alla finale del campionato nazionale 2002-03 persa contro il Benetton Treviso Under-21. Le sue prestazioni a livello juniores con la squadra beneventana gli fecero guadagnare una convocazione nell'Italia Under-21 che partecipò al Mondiale 2002 di categoria in Sudafrica.
Passato nei seniores l'anno successivo, si trasferì alla Rugby Roma per la stagione 2002-03 con cui conobbe sia l'esordio in Super 10 che quello in European Challenge Cup. A fine stagione tornò in Emilia al GRAN Parma e a novembre 2004, dopo aver fatto tutta la trafila con le nazionali giovanili dall’Under-17, fu convocato per la prima volta in Nazionale maggiore, con cui esordì a Biella contro gli Stati Uniti. I suoi altri due test match azzurri furono una vittoria a Córdoba contro l'Argentina e una sconfitta a Melbourne contro l'Australia, benché in essa figuri la sua unica meta marcata con la Nazionale, nel corso del tour 2005 nell'Emisfero Sud. Ha quindi giocato con l'Italia A e per diversi anni anche con la Nazionale a 7.
Nel 2009 fu ingaggiato per il campionato 2009-10 dalla compagine concittadina del GRAN, il Parma. Al termine della stagione venne messo sotto contratto dal Reggio Emilia nel quale militò per otto stagioni dal 2010 al 2018, anno del suo ritiro dal rugby giocato. Dapprima in serie A e successivamente in Eccellenza, disputò 73 partite (62 da titolare) nel massimo campionato con la squadra emiliana, con la quale conquistò una promozione in Eccellenza nel 2015-16 e della quale fu anche capitano.